# لنینسکویه (شهرستان ایگلینسکی، باشقیرستان)
لنینسکویه (انگلیسی: Leninskoye, Baltiysky Selsoviet, Iglinsky District, Republic of Bashkortostan) یک شهرک در شهرستان ایگلینسکی استان باشقیرستان کشور روسیه است.